# Regia Scuola Superiore Navale di Genova
La Regia Scuola Superiore Navale è stato un istituto di istruzione superiore secondaria di Genova fondato nel 1870 per promuovere lo studio dell'ingegneria, in particolare in ambito marittimo.
Successivamente, nel 1935, fu annessa all'Università degli Studi di Genova diventando il nucleo principale della Facoltà di ingegneria.

## Storia
Il progetto per l'istituzione di una scuola superiore navale nacque nel 1869 su iniziativa del Ministro dell'agricoltura, dell'industria e del commercio Stefano Castagnola, che iniziò le interlocuzioni con i corpi morali di Genova, riscuotendo un discreto successo. Fino ad allora le costruzioni navali, con scafi in legno e a propulsione eolica, erano affidate ad artigiani esperti che si tramandavano quest’arte operando in cantieri allestiti provvisoriamente sulle spiagge. Le trasformazioni, dalla vela al vapore e dal legno all’acciaio, tuttavia, rendevano necessaria una formazione professionale specifica, basata su teorie e tecniche scientifiche consolidate.
Lo statuto, preparato dal Ministro Castagnola, fu approvato con regio decreto del 25 giugno 1870, seguito dall'approvazione del regolamento il 4 dicembre dello stesso anno. L'istituto fu inaugurato solennemente il 16 gennaio 1871 alla presenza di Castagnola. Il consiglio direttivo previsto dal regolamento fu costituito dai rappresentanti di tutti gli enti che parteciparono al finanziamento della scuola: Edoardo d'Amico, Benedetto Brin, Andrea Bozzo, Giovanni Maurizio, Andrea Podestà, Cesare Cabella e Giacomo Millo.
La Regia Scuola Superiore Navale resterà sotto la vigilanza del Ministero dell’Agricoltura, Industria e Commercio (MAIC) fino al 1904 quando, con R. Decreto 1 dicembre, passa sotto il Ministero dell’Istruzione. Viene inclusa nell’elenco degli Istituti Superiori con legge 19 luglio 1909, n. 496.
Il R. Decreto legislativo 30 settembre 1923, n. 2102, parte della Riforma Gentile sull’ordinamento degli Istituti superiori contempla, per la città di Genova, una Regia Scuola di Ingegneria Navale, come continuazione della Regia Scuola Superiore Navale, e le assegna 150.000 lire annue sul bilancio del Ministero dell'Istruzione e 30.000 lire annue su quello del Ministero della Marina. Gli enti locali dichiarano che contribuiranno: il Comune con 250.000 lire annue più l’uso di una sede conveniente per la quale provvederà alle spese di manutenzione, arredamento, luce, acqua e riscaldamento; la Provincia con 125.000 lire annue e prestazione gratuita del servizio di cassa; la Camera di Commercio con 62500 lire annue. La Convenzione costitutiva della R. Scuola d'Ingegneria Navale, stipulata presso la R. Prefettura di Genova il 10 novembre 1924 e approvata con R. D. 30 novembre 1924, n. 2055 reca anche la firma dell'allora Direttore della Scuola Angelo Scribanti, che presenta l’Inventario dei materiali esistenti presso la sede della Scuola al 30 settembre 1924 e il Conto consuntivo alla stessa data, documenti che vengono allegati all'atto.
La Regia Scuola d’Ingegneria Navale rimane ente autonomo fino al 1935 quando viene annessa all’Università, dando origine alla Facoltà di Ingegneria.

## Sedi
La Scuola viene ospitata nel palazzo dell'Università in via Balbi per i primi tre anni dalla fondazione, fino a che, nel 1874, il Municipio le assegna il Palazzo dell'Ammiragliato come sede ampia e decorosa nella zona Principe, in prossimità del porto. Anni dopo, tuttavia, tale sede diventa insufficiente, come dimostra il progetto ideato da Angelo Scribanti nel 1912-13 per una grandiosa costruzione nelle alture retrostanti la piazza Manin: in tale sede era prevista una vasca Froude lunga m 150 e larga 5, due officine di 200 m2 ciascuna, numerose aule e un museo navale. La prima guerra mondiale rende impossibile l'attuazione di tale progetto, del quale restano i disegni realizzati nei minimi particolari negli uffici tecnici del Comune. Il problema rimane fino a che, nel 1921, grazie allo stesso Scribanti che, oltre ad essere direttore della Scuola rivestiva anche la carica di assessore ai Lavori Pubblici, la Scuola ottiene la prestigiosa sede di Villa Giustiniani Cambiaso, nel quartiere di Albaro. Nel parco della villa, che ospita ancora oggi la sezione di Ingegneria della Scuola Politecnica, viene installato nel 1923 un monumento agli studenti della Scuola caduti nella guerra 15-18. Troviamo la descrizione di tale opera, tuttora presente nel parco della villa, nel resoconto del Consiglio Direttivo di quell'anno: "La Scuola possiede – per averlo avuto in dono dalla Regia Marina – il troncone prodiero di un sottomarino austro-ungarico impigliatosi e perdutosi nelle ostruzioni della difesa marittima di Taranto durante l’ultima guerra nazionale. Fu concepito il proposito di far servire questo cimelio di guerra come spunto per un monumento agli studenti della Scuola caduti nella guerra. Di concerto con l’architetto Labò, allora assessore municipale per le belle arti e sopra schizzo di lui, mediante due blocchi di granito lavorato, rinvenuti senza destinazione nei magazzini del Comune, è stato formato, nel parco adiacente al palazzo della Scuola, un basamento sul quale fu collocato il cimelio. Sulla faccia anteriore del basamento fu fermata una grande targa di bronzo, disegnata dallo stesso arch. Labò sopra un motivo ornamentale ispirato al tipo della decorazione esterna del palazzo. La targa, modellata dallo scultore Lucarini e fusa con bronzo donato dalla Regia Marina, reca i nomi dei sette studenti della Scuola caduti in guerra nel periodo 1915-1918".

## Caratteristiche e laureati illustri
Leggiamo nello Statuto organico del 1870 che la nuova Scuola istituita in Genova "ha per iscopo: a) di formare ingegneri di costruzioni navali e di macchine a vapore per servizio della marineria mercantile e del commercio; b) di istruire coloro i quali si destinano all'insegnamento della nautica e delle costruzioni navali nelle scuole e negli istituti nautici".
Molti ex alunni della Regia Scuola si distinguono, soprattutto nei ranghi del Genio Navale che si vale della loro preparazione, come sottolinea Capocaccia nel suo discorso per il centenario della fondazione: "Nei quadri del G. N. si trovano nomi illustri di alti ufficiali usciti dalla Scuola di Genova. Accennerò di volo solo ad alcuni: il gen. Giuseppe Rota, fondatore della Vasca Navale di San Paolo di Roma, il gen. Pugliese che lo sostituì nella direzione dello stesso Istituto, il gen. Eugenio De Vito, che fu per qualche anno insegnante di Costruzioni navali militari e assunse più tardi l'alta carica di commissario straordinario dell'Istituto Superiore di Ingegneria Navale, l'amm. Filippo Bonfiglietti anch'egli docente di discipline nautiche e membro del Consiglio di amministrazione per vari anni. Né può essere taciuto il fatto che il primo direttore della Scuola fu il gen. Felice Mattei considerato come l'inventore della torpediniera. Ma su tutti emerge la figura di Angelo Scribanti...".